# Пешачка зона
Пешачка зона је зона у насељу намењена искључиво или првенствено пешацима, односно у којој је саобраћај моторним возилима (аутомобилима) забрањен или значајно ограничен. Стварање пешачких зона обично је под утицајем целе заједнице у насељу, са циљем добијања целина пријатељских по пешаке. У свакоднмевно говору често се појам пешачке зоне замењује појмом пешачке улице, што је ужи појам од првог.

## Објашњење појма
Пешачка зона је зона у насељу намењена искључиво или првенствено пешацима, односно у којој је саобраћај моторним возилима (аутомобилима) забрањен или значајно ограничен. Чак и да је назначено да је возилима забрањен приступ, ово је ретко кад 100% забрањено, пошто је често допуштен улаз возилима за доставу робе или возилима људи који станују у зони. Поред тога, свака зона би требало да има приступ возилима хитне помоћи, ватрогасне службе и сл. Такође, у оквиру пешачких улица често је допуштено, а негде и плански уређено кретање другим „еколошким“ видовима превоза, као што бициклистички саобраћај.
Да би се нека зона или улица сматрала у пуном смислу пешачком, она мора испунити неколико мерила:
1. да повезује важне тачке кретања пешака у насељу;
2. да буде повезана, тј. да не буде превише прекинута кретањем моторних возила и другим препрекама;
3. да буде привлачна по својим садржајима и делатностима и безбедна по пешаке;
4. да по свом карактеру (поплочање, улична опрема) буде прилагођена пешацима;
5. добро обележена и лака за коришћење од стране пешака.

## Блиски појмови
Шири појам од пешачке зоне јесте „зона пријатељска за пешаке“ (енгл. Pedestrian-friendly zone), као зона где пешаци имају повластице у односу на друге видове корисника зоне (обично у односу на возила).
У свакодневном говору се појам пешачке зоне често меша са појмом пешачке улице, који је обично ужи по значењу (односи се на једну улицу, што је мање од зоне). По овоме, пре би се могло говорити о пешачкој зони Кнез Михајлове у Београду, односно Змај Јовине улице у Новом Саду, него о самим пешачким улицама.

## Историјат
У ранијим епохама већина улица и градских целина је могла бити описана као пешачка, будући да је становништво имало ограничен приступ превозним средствима (колима, кочијама, запрегама и сл.). Ово је и данас случај са многим „Земљама трећег Света“. Слично томе, многе узане улице у старим језгрима градова у развијеним земљама су и данас првенствено пешачке.
Прва „права“ пешачка зона настала је у Холандији. То је била планински изграђена зона Лијнбан у ратом изрушеном Ротердаму 1953. године.
Међутим, под пешачком улицом или пешачком зоном обично се подразумева улица која је претходно била „обична“, па потом претворена у пешачку у циљу смањења обима саобраћаја моторним возилима. Ова појава јавља се 1960-их година. Први такав пример била је главна трговачка улица у Копенхагену, Улица Строгет, која 17. новембра 1962. године претворена у пешачку, што се касније проширило на значајан део старог дела града Копенхагена.
После тога, током 1970-их и 1980-их година дошло до масовног претварања обичних улица и зона у средишњим деловима градова (посебно европских) у пешачке. Овде се може говорити и „моди“, будући да се често и претеривало са ширењем и ограничења у кретању у оквиру оваквих зона. Добар пример је споменути Копенхаген, где је ширење пешачке зоне током 1980-их довело до постепеног одумирања појединих делова средишњег дела града. Због тога је дошло до промене у мишљењу, које је исходило уобличавањем појма интегрисане улице.

### Историјат у Србији
Појава пешачких улица у Србији везује се за 1980-е године. Тако је Кнез Михаилова улица у Београду постала у пуном смислу пешачка обновом улице из 1988. године. У мањим градовима Србије ово се десило махом крајем 1990-их и после 2000. године.